# Bakonypéterd

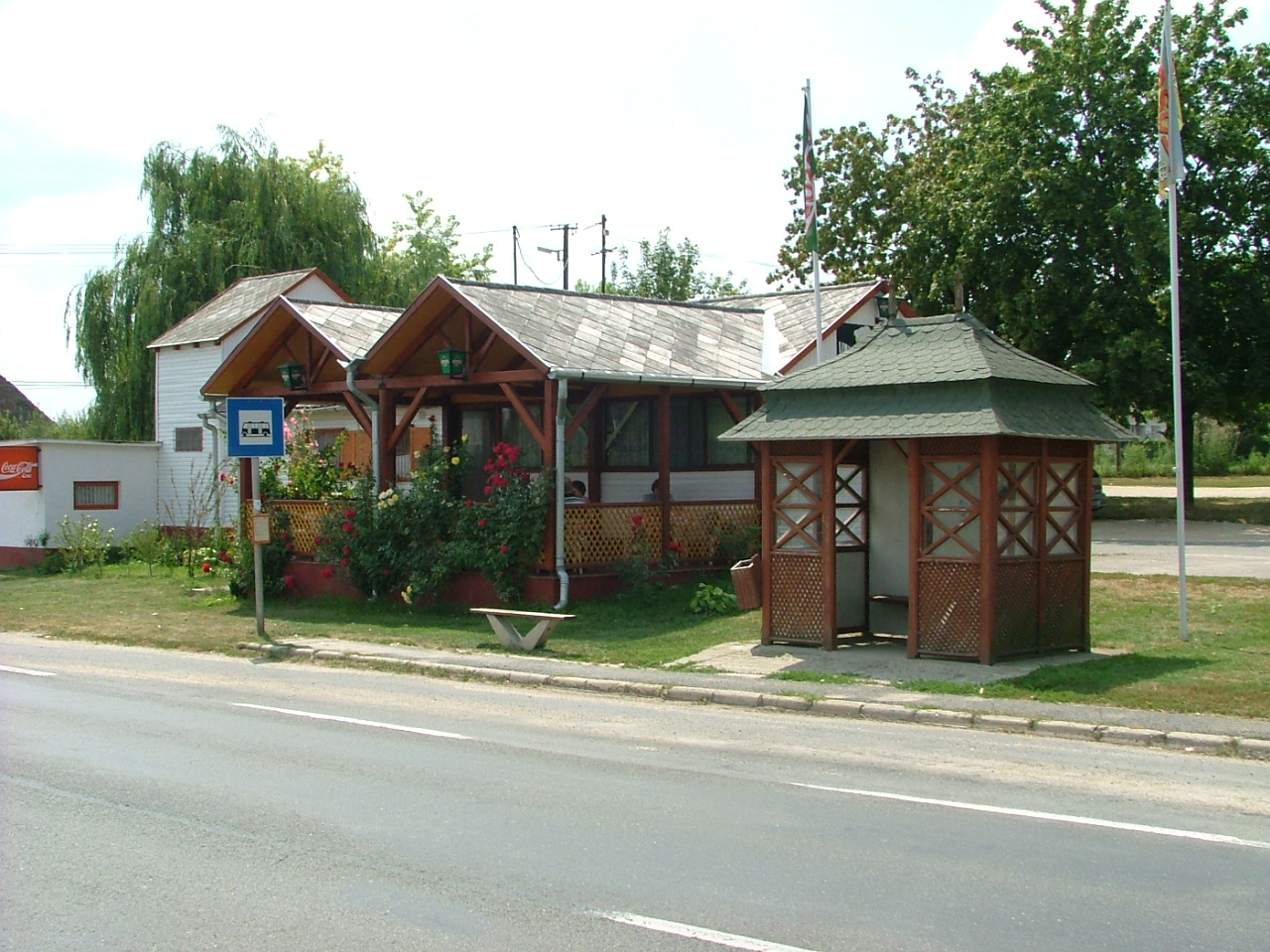
A buszmegálló

Bakonypéterd (németül: hivatalosan (a helyiek nem használták): Petersdorf, a helyiek szóhasználatában: Peterd) község Győr-Moson-Sopron vármegyében, a Pannonhalmi járásban.

## Fekvése
A három utcás falu a Bakony északi szélén, a Bakonyalján, a Sokorói-dombság délkeleti részén fekszik. A legközelebbi város a tőle 10 kilométerre északra lévő Pannonhalma; a megyeszékhelytől, Győrtől 26 kilométer választja el.

### Közlekedés
A községet átszeli dél-északi irányban a Veszprémtől Zircen át Győrig vezető 82-es főút, ez a legfontosabb közúti megközelítési útvonala. Románd felől egy 2 kilométer hosszú, szilárd burkolatú önkormányzati úton is megközelíthető, amely lerövidíti a Pápa és a környező községek felé vezető utat.
Belterületétől jó 2 kilométerre keletre halad, a 82-essel nagyjából párhuzamosan a Győr–Veszprém-vasútvonal, melynek Bakonypéterd keleti szélén megállója is van (Bakonypéterd megállóhely). A közlekedés java része azonban autóbusszal, a Volánbusz járataival bonyolódik le. A település határában forgalomszámláló hely is van.

## Története

### Első ismert említése és nevének eredete
Az ásatások során feltárt leletek alapján az emberi élet nyomaival már a késő bronzkor elején találkozhatunk. Péterd első okleveles említését 1262-ből ismerjük. Az oklevélben arról számolnak be, hogy egy Pikud nevű asszony Peterd és Tamásy helységeket a Pannonhalmi Apátságnak adományozta.
A Bakonypéterd név csak 1913-ban szerepel először a Magyar Helységnévtárban.

### A középkortól a török pusztításig
A középkorban a pannonhalmi bencés apátság és az egytelkes nemesek közös birtoka volt.
Az oklevelek tanúsága szerint legalább három település volt a falu területén.
1. A legnagyobb Péterfalva/Péterd lehetett, amelyet először 1362-ben említenek, s valószínűleg a mai településsel megegyező helyen állt. Legnevezetesebb nemesi családja a Péterdi család volt.
2. Picsord Ravazd-Péterd határszélen feküdt. Nevét a Pityór dűlőnév őrzi. Az Apátság mellett a Picsordi család birtokolta.
3. Likivarsány teljes egészében az Apátság tulajdonában volt. A falu maradványaira a "Proletár-dűlő" területén bukkantak.[5][6]

Már 1531 előtt feldúlta a török. Ekkor 5 jobbágyot, 6 szegényt és 12 leégett telket írtak össze. 1544-ben már teljesen lakatlan volt.

### "Sváb" telepítések
A sikeres (harmadik) újjátelepítésre az 1700-as évekig kellett várni. Egyes tanulmányok 1715-re teszik ezt, de valójában már kissé korábban megtörténhetett, mert a század első éveibben kelt több szentmártoni (pannonhalmi) anyakönyvi bejegyzésben is szerepelnek péterdiek. Egyes családok - mint például Prosztorics, Schwarcz, Augusztin - már ekkor ott éltek. Érdekes, hogy később megszakadtak a péterdi vonatkozású bejegyzések, és csak 1712-ben jelentek meg újra.
A telepesek többségében németek voltak, de találni közöttük magyarokat és horvátokat is. A beszélt sváb dialektus alapján Alsó-Ausztria és Moson környéke lehetett az őshazájuk. Ezt az 1730-as években Bél Mátyás is megerősítette.

### 18-19. század
A telepesek megélhetési forrása a mezőgazdaság volt, hasonlóan a környező településeken letelepedettekéhez. A föld nagyobb része agyagos, közepes minőségű, gyümölcstermelésre alkalmas. A keskeny vizenyős rétektől kis területet elfoglaló szőlőktől eltekintve, területének legnagyobb része szántóföld. Összefüggő erdő csak a település délnyugati sarkában van, mely benyúlik a romándi szőlők mögé. Legmagasabb pontja a 236 m-es péterdi hegy. A falun keresztülfolyó Bornát-ér időszakos vízfolyás.
Fényes Elek 1851-es leírásában megemlíti, hogy a községnek „jó bora van”.
1868-ban már voltak olyan lakosok, akik a túlnépesedés miatt kiszorultak a "belső faluból" és a szőlőhegybe költöztek. 1877-ben az akkori plébános, Winterkorn Sándor a következőket jegyezte fel: "A szőlőhegyen körülbelül 5-6 év óta egymásután lakóházak emelkednek s híveim közül 15 család 55 lélekszámmal kint él". 1895-ben már 71-en éltek a dűlőkben. Az 1940-es évekre a külterületen lévő házak száma 28-ra emelkedett. Ezután fokozatos hanyatlás mutatkozott, és 1989-ben már csak 6-an éltek kint.
Az 1880-as években a túlnépesedés és az alacsony életszínvonal következtében megkezdődött a kivándorlás Amerikába. Az akkori lakossághoz viszonyítva - amelynek száma 530 és 650 között mozgott - nagyon sokan, 330-an emigráltak 1881 és 1910 között, s a kivándorlás még később is folytatódott. A kivándoroltak közül mindössze 40 személy tért vissza.

### A világháborúk
Az I. világháború alkalmával a katonák többsége a Győri 19. és a Veszprémi 31. gyalogezredekbe vonult be. A bevonultak közül 15-en a távolban nyugszanak, 2-en pedig már itthon haltak meg a fronton szerzett betegség következtében. Emellett két gyermek is meghalt, amikor játék közben egy lövedék felrobbant a kezükben.
A II. világháborúban 16 péterdi vagy onnét elszármazott katona és 4 polgári lakos (köztük 2 gyerek) vesztette életét.

### Ki- és betelepítések (1945-1948)
A II. világháború után Bakonypéterd lakossága számára nem ért véget a megpróbáltatás. A németajkúakra itt is a kollektív bűnösség elvét alkalmazták.
1946-ban ismeretlen előéletű családok jelentek meg a faluban (nem felvidékiek). Többségükről később kiderült, hogy nyilasból lett kommunisták. A helyiek rengeteget szenvedtek rémuralmuk alatt.
A sváb lakosok közül 55 főt Németországba telepítettek ki, 30-at Döbröntére és Fenyőfőre vittek, 26-an a kitelepítések, atrocitások miatt más településre költöztek, és további 83 lakosnak házaikból pincékbe, melléképületekbe, istállókba kellett menniük.
1947-ben a településre irányítottak 7 csallóközi (otthonukból menekülni kényszerült) családot és 14 garamdamásdi családot is (ők a lakosságcsere keretében érkeztek). 
A kezdeti nehéz évek után a svábok, a felvidéki magyarok és a régi magyar családok kizárták soraikból a svábok meghurcoltatásáért felelősöket, akik távozni kényszerültek. Erős közösség alakult ki, melynek két allappillére a svábság és a felvidéki magyarság lett. 
Sajnos a múlthoz hasonlóan a továbbiakbanban is mostoha sorsra jutott a falu: mára mindkét péterdi népcsoport megfogyatkozott.

### A termelőszövetkezetektől a jelenig
A település lakosainak száma az elmúlt évszázadokban kis ingadozásokkal állandónak volt mondható. Az 1990-es évekig inkább csak lassú fogyásról lehetett beszélni. Az 1945 utáni kitelepítést ellensúlyozta, hogy helyette hasonló nagyságú betelepítés történt. Az 1960-as évektől kezdve a nagymértékű iparosodás miatt fokozódott az elvándorlás. 
A község 1950-ig a romándi körjegyzőséghez tartozott. 1950-től 1962-ig önálló tanáccsal rendelkezett. 1963-ban négy település közös tanácsot hozott létre romándi székhellyel, melynek egyik társközsége volt. A rendszerváltás után önálló önkormányzatot választottak. Ekkor ismét a romándi körjegyzőség tagja lett, ahonnan 1996-ban kilépett. Önállóságát néhány éven át megőrizve 2003. január 1-jétől Tarjánpusztával és Győrasszonyfával közös körjegyzőséget hozott létre tarjánpusztai székhellyel.
A második világháború után – 1948-ban és 1952-ben – "Összefogás termelőszövetkezet" néven 17 fővel termelőszövetkezeti csoportokat (tszcs-ket) alakítottak a faluban, amelyek 1955-ben egyesültek, az egyesült tsz 1956-ban feloszlott, de a következő évben újjászervezték, s 1962-ben egyesült a romándi, 1975-ben pedig a veszprémvarsányi téesszel.
Két tantermes katolikus elemi iskoláját 1948-ban államosították, később körzetesítették. Az alsó tagozatosok Romándra, a felső tagozatosok Veszprémvarsányba járnak iskolába. 1998-tól az általános iskola alsó tagozatát valamint a napköziotthonos óvodát társulásban Romándon látták el. A társulási szerződést 2003-ban felmondták, de a gyermekek továbbra is Romándra, Veszprémvarsányba és a megyeszékhelyre járnak iskolába. A háziorvosi és a védőnői szolgálatot továbbra is Romándról látják el. A községben orvosi rendelőt tartanak fenn. Ezenkívül kultúrház is van a településen. A felhasználást a képviselő-testület és a lakosság másként képzeli el. Az elmúlt években az idősebb lakosság igényeinek kiszolgálására (ételszállítás, orvosi kezelésre való elszállítás, illetve nagyobb bevásárlások lebonyolítása) falugondnoki szolgálatot hoztak létre.
A községet 1936-ban villamosították. 1945 után szerény fejlődés volt a faluban. Bővítették az iskolát, járdát. Orvosi rendelőt, ravatalozót, művelődési házat, élelmiszer- és italboltot építettek. A  82-es főút Péterdet elkerülő szakaszát 1963-ban, a romándi összekötő utat pedig 1969-ben építették.
Római katolikus temploma 1817-ben, klasszicista stílusban épült meg. A település határában, önkormányzati tulajdonban egy sportpálya van, amelyet a környező településekkel (Lázi, Románd) közösen használnak. Korábban sikeres labdarúgó szakosztálya mára néhány hobbijátékosra redukálódott.
A győri agglomerációs gyűrű telítődésének következtében néhány év óta Bakonypéterden  egyre többen letelepednek, s egyre több új, korszerű komfortos lakás épül.
A település korábban Veszprém megyéhez tartozott, de népi kezdeményezés nyomán 1999. június 30-án Győr-Moson-Sopron megyéhez került át.
2019-ben Bakonypéterden is megoldódott a szennyvízelvezetés.

## Közélete

### Polgármesterei
- 1990–1994: Mázi László (MDF)[10]
- 1994–1998: Mázi László (független)[11]
- 1998–2002: Mázi László (független)[12]
- 2002–2006: Mázi László (független)[13]
- 2006–2010: Mázi László (független)[14]
- 2010–2014: Bolla Tünde (független)[15]
- 2014–2019: Bolla Tünde (független)[16]
- 2019–2024: Bolla Tünde (független)[17]
- 2024– : Krausz Tünde (független)[1]Nemzeti

## Népesség
A település népességének változása:
| Lakosok száma | 271  | 283  | 284  | 283  | 287  | 296  | 287  |
|               | 2013 | 2014 | 2015 | 2021 | 2022 | 2023 | 2024 |

A 2011-es népszámlálás során a lakosok 96,9%-a magyarnak, 2,7% németnek mondta magát (3,1% nem nyilatkozott; a kettős identitások miatt a végösszeg nagyobb lehet 100%-nál). A vallási megoszlás a következő volt: római katolikus 76,7%, református 1,5%, evangélikus 2,7%, felekezeten kívüli 5,7% (11,8% nem nyilatkozott).
2022-ben a lakosság 89,2%-a vallotta magát magyarnak, 3,8% németnek, 1,4% cigánynak, 2,8% egyéb, nem hazai nemzetiségűnek (10,8% nem nyilatkozott; a kettős identitások miatt a végösszeg nagyobb lehet 100%-nál). Vallásuk szerint 43,9% volt római katolikus, 2,4% református, 2,4% evangélikus, 0,3% görög katolikus, 1,4% egyéb keresztény, 0,7% egyéb katolikus, 9,4% felekezeten kívüli (39,4% nem válaszolt).

## Nevezetességei
- Római katolikus templom: klasszicista stílusú, 1817 és 1820 között épült.
- Világháborús emlékmű: 1990-ben állíttatták az I. és II. világháború áldozatainak emlékére. 2018 óta a svábok és a felvidéki magyarok kitelepítéséről is megemlékeznek a péterdiek az emlékművön elhelyezett márványtáblánál.
- Szent Rókus-kápolna: 1820-ban épült.
- Kálvária: először 1829-ben említik.
- A millenniumi emlékzászlót Arnold Mihály, a VÁM és pénzügyőrség volt országos parancsnoka, a község szülötte ünnepélyes külsőségek között adta át 2001-ben.
- Lehner-kereszt: A Győr felől érkezőket ez a kereszt fogadja. Özv. Lehner Jánosné emeltette 1872-ben.
- Temetői kereszt: Özv. Heberling Pálné emeltette 1889-ben. A lakosok itt gyújtottak gyertyát a távolban nyugvók emlékére.
- Temető: 1817 és 1820 között került át a templom mellől a ma ismert helyére. Már 1823-tól kezdődően találni német nyelvű sírfeliratokat – főként a temető dombján.
- Templom előtti Hofstadter-kereszt: Hofstadter Albert és neje adományából épült.
- Horogúti Hofstadter-kereszt: 1904-ben állíttatta Hofstadter Antal és neje.
- Czéhner-emlékmű: A II. világháború egyik gyermekáldozatának emlékműve.
- Mária-kőoszlop: A 19. század első felében emeltette a Heberling család.
- Szőlőhegyi Heberling-fakereszt
- Acker-dűlő: Részben régi, sváb; részben újépítésű pincék és présházak állnak itt.

## Híres péterdiek
Itt született Arnold Mihály (Bakonypéterd, 1945. március 12. – Ipolyvece, 2013. június 23.): pénzügyőrtiszt, altábornagy, közigazgatási szakember. Családja a háború alatt került rövid időre Bakonypéterdre.
Itt született Mázy Engelbert Nándor (Péterd, 1865. november 12. - Tihany, 1933. március 1.) tihanyi apát.
Itt született Muhits Sándor (Bakonypéterd, 1882. márc. 9. – Bp., 1956. máj. 8.) festőművész.
Itt született Péterdi-Hahn Ottó (Bakonypéterd, 1910. aug. 13. - Budapest, 1986) tanár.
Anyai ágon innen származik Stigler Joseph George (Seattle, 1911 - Chicago, 1991) amerikai Nobel-díjas közgazdász.